# Mutációs ráta
A mutációs ráta a genetikában az organizmusban generációnként megjelenő mutáció valószínűsége. 
Az eukarióták mutációs rátája általában 10-4 - 10-6 bázispáronként és generációnként, baktériumokban ez 10-8 bázisonként és generációnként. Emberben a mitokondriális DNS generációnkénti bázispáronkénti mutációs rátáját ~3x10-6 - ~2.7x10-5-ra becsülték, amely jelentősen magasabb a genomiális DNS ~2.5x10-8-ra becsült rátájánál.